# Jonas Folger
Jonas Folger (ur. 13 sierpnia 1993 w Mühldorf) – niemiecki motocyklista, który obecnie ściga się w pośredniej klasie Motocyklowych Mistrzostw Świata, Moto2.

## Kariera

### Początki, 125cm3, Moto3
Jonas Folger dołączył do akademii MotoGP mając zaledwie 12 lat, zajął też trzecie miejsce w mistrzostwach Hiszpanii w 2006. W 2008 zaliczył swoje pierwsze występy dla zespołu MMŚ (dokładnie 6 wyścigów, w których zdobył jeden punkt), 2009 to już jazda na pełny etat i jedno miejsce na podium (2. miejsce we Francji), pozwoliło mu to zdobyć tytuł debiutanta roku tzw. "Rookie of the Year Award".
Słabsze wyniki w 2010 i regresja pod względem końcowej pozycji w klasyfikacji kierowców spowodowały, że Folger zmienił barwy i dołączył do zespołu Akiego Ajo, z którym zdobył swoje pierwsze zwycięstwo i zakończył sezon szósty. Nie mogąc znaleźć dobrego miejsca w którymś z topowych teamów na 2012, Jonas związał się z teamem IodaRacing, związek ten nie trwał długo i zawodnik postanowił zerwać swoją umowę z zespołem, mimo to natychmiast znalazł wolne miejsce w Mapfre Aspar. Na wyniki długo nie trzeba było czekać, jedno zwycięstwo i trzy podia zagwarantowały mu umowę z Asparem do końca 2013.

### Moto2
Od 2014 Folger rozpoczął swoją przygodę z kategorią Moto2, gdzie był partnerem zespołowym Axela Ponsa w teamie Arginano & Gines Racing, z początku sezonu jeździł bardzo obiecująco (2 razy stanął na najniższym stopniu podium), lecz dobre starty przeplatał gorszymi, przez co nie mógł walczyć o czołowe lokaty. Takie starty wystarczyły mu na zajęcie 15. miejsca w generalce. W następnym sezonie zaliczył kolejny progres, 4 razy stanął na podium (2 razy zwyciężył), co dało mu szóstą pozycję w klasyfikacji generalnej.

## Statystyki

### Sezony
| Sezon | Klasa | Motocykl | Zespół                  | Race | Zwycięstwa | Podia | PP | Najsz. okr. | Pkt. | Msc | WCh |
| ----- | ----- | -------- | ----------------------- | ---- | ---------- | ----- | -- | ----------- | ---- | --- | --- |
| 2008  | 125cc | KTM      | Red Bull MotoGP Academy | 3    | 0          | 0     | 0  | 0           | 1    | 34  | –   |
| 2008  | 125cc | KTM      | Red Bull KTM 125        | 3    | 0          | 0     | 0  | 0           | 1    | 34  | –   |
| 2009  | 125cc | Aprilia  | Ongetta Team I.S.P.A.   | 16   | 0          | 1     | 0  | 0           | 73   | 12  | –   |
| 2010  | 125cc | Aprilia  | Ongetta Team I.S.P.A.   | 15   | 0          | 0     | 0  | 0           | 69   | 14  | –   |
| 2011  | 125cc | Aprilia  | Red Bull Ajo Motorsport | 16   | 1          | 3     | 0  | 0           | 161  | 6   | –   |
| 2012  | Moto3 | Ioda     | IodaRacing Project      | 15   | 1          | 4     | 2  | 0           | 93   | 9   | –   |
| 2012  | Moto3 | Kalex    | Mapfre Aspar Team Moto3 | 15   | 1          | 4     | 2  | 0           | 93   | 9   | –   |
| 2013  | Moto3 | Kalex    | Mapfre Aspar Team Moto3 | 16   | 0          | 4     | 2  | 1           | 183  | 5   | –   |
| 2014  | Moto2 | Kalex    | AGR Team                | 18   | 0          | 2     | 1  | 1           | 63   | 15  | –   |
| 2015  | Moto2 | Kalex    | AGR Team                | 18   | 2          | 4     | 0  | 3           | 163  | 6   | –   |
| 2016  | Moto2 | Kalex    | Dynavolt Intact GP      | 5    | 0          | 2     | 1  | 0           | 47*  | 5*  | –   |
| Razem | Razem | Razem    | Razem                   | 125  | 4          | 20    | 6  | 5           | 853  |     | –   |

* – sezon w trakcie

### Klasy wyścigowe
| Klasa  | Sezony    | Pierwszy wyścig | Pierwsze podium   | Pierwsza wygrana     | Wyścigi | Zwycięstwa | Podium | PP | Najsz. okr. | Pkt. | WCh |
| ------ | --------- | --------------- | ----------------- | -------------------- | ------- | ---------- | ------ | -- | ----------- | ---- | --- |
| 125 cc | 2008–2011 | Czechy 2008     | Francja 2009      | Wielka Brytania 2011 | 53      | 1          | 4      | 0  | 0           | 304  | –   |
| Moto3  | 2012–2013 | Katar 2012      | Indianapolis 2012 | Czechy 2012          | 31      | 1          | 8      | 4  | 1           | 276  | –   |
| Moto2  | 2014–     | Katar 2014      | Hiszpania 2014    | Katar 2015           | 40      | 2          | 8      | 2  | 4           | 273  | –   |
| Razem  | 2008 –    | 2008 –          | 2008 –            | 2008 –               | 125     | 4          | 20     | 6  | 5           | 853  | –   |

### Starty
| Rok  | Klasa | Motocykl  | 1      | 2      | 3      | 4      | 5      | 6       | 7      | 8      | 9      | 10      | 11     | 12     | 13     | 14      | 15     | 16     | 17     | 18     | Poz. | Pkt. |
| ---- | ----- | --------- | ------ | ------ | ------ | ------ | ------ | ------- | ------ | ------ | ------ | ------- | ------ | ------ | ------ | ------- | ------ | ------ | ------ | ------ | ---- | ---- |
| 2008 | 125cc | KTM       | QAT    | SPA    | POR    | CHN    | FRA    | ITA     | CAT    | GBR    | NED    | GER     | CZE NU | RSM 15 | IND 24 | JPN 16  | AUS    | MAL 17 | VAL 18 |        | 34   | 1    |
| 2009 | 125cc | Aprilia   | QAT 6  | JPN 8  | SPA NU | FRA 2  | ITA 14 | CAT 6   | NED 7  | GER NU | GBR NU | CZE 12  | IND 12 | RSM 9  | POR 14 | AUS 14  | MAL NU | VAL NU |        |        | 12   | 73   |
| 2010 | 125cc | Aprilia   | QAT 15 | SPA NU | FRA 13 | ITA 11 | GBR 15 | NED 10  | CAT 9  | GER 16 | CZE 4  | IND 9   | RSM 11 | ARA 8  | JPN NU | MAL DNS | AUS    | POR 4  | VAL NU |        | 14   | 69   |
| 2011 | 125cc | Aprilia   | QAT 5  | SPA 2  | POR 5  | FRA 6  | CAT 3  | GBR 1   | NED 8  | ITA NU | GER 7  | CZE DNS | IND 9  | RSM 9  | ARA 10 | JPN 6   | AUS NU | MAL 6  | VAL 5  |        | 6    | 161  |
| 2012 | Moto3 | Ioda      | QAT NU | SPA WD | POR    | FRA 11 | CAT NU | GBR NU  | NED NU | GER NU | ITA NU |         |        |        |        |         |        |        |        |        | 9    | 93   |
| 2012 | Moto3 | Kalex KTM |        |        |        |        |        |         |        |        |        | IND 3   | CZE 1  | RSM 6  | ARA 3  | JPN NU  | MAL 3  | AUS 11 | VAL NU |        | 9    | 93   |
| 2013 | Moto3 | Kalex KTM | QAT 5  | AME 4  | SPA 3  | FRA 4  | ITA 6  | CAT DNS | NED 6  | GER 8  | IND 4  | CZE 3   | GBR 6  | RSM NU | ARA 7  | MAL 8   | AUS 6  | JPN 3  | VAL 2  |        | 5    | 183  |
| 2014 | Moto2 | Kalex     | QAT 11 | AME NU | ARG 16 | SPA 3  | FRA 6  | ITA 3   | CAT NU | NED 23 | GER NU | IND 18  | CZE 15 | GBR NU | RSM 19 | ARA 23  | JPN 12 | AUS 15 | MAL 9  | VAL 13 | 15   | 63   |
| 2015 | Moto2 | Kalex     | QAT 1  | AME 16 | ARG 9  | SPA 1  | FRA NU | ITA NU  | CAT 7  | NED 7  | GER 14 | IND 12  | CZE 6  | GBR 5  | RSM 6  | ARA 4   | JPN 2  | AUS NU | MAL 3  | VAL 14 | 6    | 163  |
| 2016 | Moto2 | Kalex     | QAT NU | ARG 3  | AME 5  | ESP 2  | FRA NU | ITA     | CAT    | NED    | GER    | AUT     | CZE    | GBR    | SMR    | ARA     | JPN    | MAL    | AUS    | VAL    | 5*   | 47*  |

* – sezon w trakcie